# Spathacanthus hahnianus
Spathacanthus hahnianus är en akantusväxtart som beskrevs av Henri Ernest Baillon. Spathacanthus hahnianus ingår i släktet Spathacanthus och familjen akantusväxter. Inga underarter finns listade i Catalogue of Life.